# Aghlal
Aghlal (anciennement De Malherbe) est une commune de la wilaya d'Aïn Témouchent en Algérie.

## Toponymie
En tamazight coquille / escargot.
ⴰⵖⵍⴰⵍ  [aɣlal].

## Géographie

### Situation
| Aïn Témouchent                 | Chentouf                         | Hassasna      |
| Aïn Kihal                      | Aghlal                           | Oued Berkeche |
| Bensekrane (Wilaya de Tlemcen) | Sidi Abdelli (Wilaya de Tlemcen) | Aoubellil     |